# Groupement Européen des entreprises et Organismes de Distribution d’Energie
Die Groupement Européen des entreprises et Organismes de Distribution d’Energie (französisch, dt. Europäischer Verband der unabhängigen Strom- und Gasverteilerunternehmen), kurz GEODE, ist ein Interessenverband, der unter anderem durch Lobbyismus die Interessen der unabhängigen Energieversorgungsunternehmen in Europa vertritt. 

## Zweck
Der Verband wurde 1991 gegründet. Der Sitz des Verbandes ist in Brüssel, seit April 2006 existiert eine Geschäftsstelle in Berlin. Im Zuge der bevorstehenden Liberalisierung des Energiemarktes sollte GEODE eine effiziente Interessenvertretung für unabhängige Energieversorgungsunternehmen garantieren. 
Europaweit sind über 500 Unternehmen direkt und indirekt über Kooperationsgesellschaften als Mitglieder in dem Verband vertreten. Präsident des Verbandes ist Götz Brühl, der Geschäftsführer der Stadtwerke Rosenheim.
Hauptziele sind der Einsatz für einen einheitlichen europäischen Energiemarkt mit pluralistischer Struktur, die Schaffung fairer Wettbewerbsbedingungen für alle Marktteilnehmer, die Sicherstellung des öffentlichen Versorgungsauftrags der unabhängigen Energieunternehmen sowie faire Rahmenbedingungen mit Marktchancen auch für kleine und mittlere Unternehmen.
Am 6. Oktober 2018 wurde der GEODE Deutschland e. V. gegründet, als nationale Vertretung.